# Campionati europei di pentathlon moderno 1989
I campionati europei di pentathlon moderno 1989 si sono svolti a Umeå, in Svezia, dove si sono disputate le gare maschili individuali ed a squadre, ed a Modena, in Italia, dove si sono disputate le gare femminili individuali ed a squadre.

## Risultati

### Maschili
| Evento      | Oro                                                                           | Argento       | Bronzo      |
| Individuale | Vakht'ang Iagorashvili                                                        | László Fábián | Per Nyqvist |
| A squadre   | Unione Sovietica Vakht'ang Iagorashvili Anatolij Starostin Leonid Vitoslavsky | Italia        | Polonia     |

### Femminili
| Evento      | Oro                                             | Argento         | Bronzo          |
| Individuale | Dorota Idzi                                     | Sophie Moressée | Iwona Dąbrowska |
| A squadre   | Polonia Dorota Idzi Iwona Dąbrowska Anna Sulima | Ungheria        | Francia         |

## Medagliere
| Posizione | Paese            |   |   |   | Totale |
| --------- | ---------------- | - | - | - | ------ |
| 1         | Polonia          | 2 | 0 | 2 | 4      |
| 2         | Unione Sovietica | 2 | 0 | 0 | 2      |
| 3         | Ungheria         | 0 | 3 | 0 | 3      |
| 4         | Francia          | 0 | 1 | 1 | 2      |
| 5         | Italia           | 0 | 1 | 0 | 1      |
| 6         | Svezia           | 0 | 0 | 1 | 1      |
| Totale    | Totale           | 4 | 4 | 4 | 12     |